# نيكولا ساندرز
نيكولا ساندرز (بالإنجليزية: Nicola Sanders) هي عداءة سريعة بريطانية، ولدت في 23 يونيو 1982 في هاي ويكومب في المملكة المتحدة.

## وصلات خارجية
- نيكولا ساندرز على موقع الاتحاد الدولي لألعاب القوى (الإنجليزية)
- نيكولا ساندرز على موقع ThePowerOf10.info (الإنجليزية)
- نيكولا ساندرز على موقع الدوري الماسي (الإنجليزية)
- نيكولا ساندرز على موقع اللجنة الأولمبية الدولية (الإنجليزية)
- نيكولا ساندرز على موقع أوليمبيديا (الإنجليزية)
- نيكولا ساندرز على موقع اللجنة الأولمبية البريطانية (الإنجليزية)
- نيكولا ساندرز على موقع اتحاد ألعاب الكومنولث (مؤرشف) (الإنجليزية)